# Asikkala
Asikkala [ˈɑsikˌkɑlɑ] ist eine Gemeinde in Südfinnland. Sie liegt rund 20 km nördlich der Stadt Lahti im Süden der finnischen Seenplatte.

## Geographie
Der heutige Hauptort der Gemeinde ist Vääksy, er liegt auf einer Landenge zwischen den Seen Vesijärvi im Süden und Päijänne im Norden. Die beiden Seen wurden 1871 durch die Fertigstellung des 1.315 Meter langen Vääksy-Kanals miteinander verbunden. Er ist heute eine der meistbefahrenen Wasserstraßen Finnlands. Schiffe müssen bei der Durchfahrt nur eine Schleuse überwinden. Ein weiterer Kanal, der ebenfalls genau 1.315 Meter lange Kalkkinen-Kanal, wurde 1875 fertiggestellt und verbindet die Seen Päijänne und Ruotsalainen.

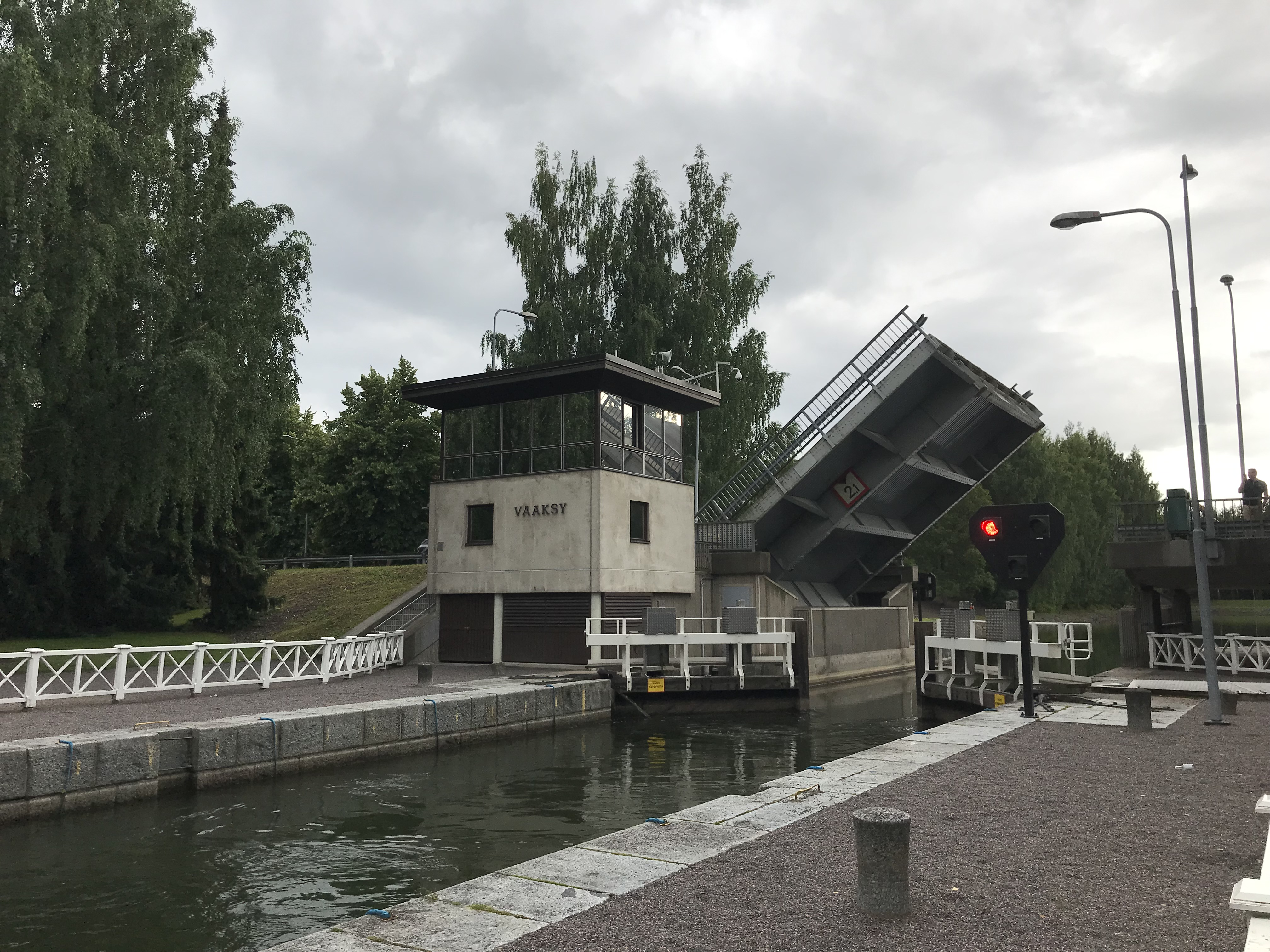
Schleuse im Vääksy-Kanal

Zur Gemeinde gehören weiterhin der namensgebende Ort Asikkala sowie die Orte Anianpelto Hillilä, Iso-Äiniö, Joenniemi, Kalkkinen, Keltaniemi, Kopsuo, Kurhila, Muikkula, Mustjärvi, Myllykselä, Paakkola, Pulkkila, Pätiälä, Reivilä, Riihilahti, Salo, Särkijärvi, Urajärvi, Vehkoo, Vesivehmaa, Viitaila, Vähimaa und Vähä-Äiniö.

## Sehenswürdigkeiten
Das markanteste Gebäude der Gemeinde ist die 1878–80 errichtete evangelische Pfarrkirche im Ort Asikkala, die durch eine für den finnischen Protestantismus ungewöhnlich schmuckreiche Ausstattung besticht.
Auf dem Gemeindegebiet befindet sich auch der Flugplatz Lahti-Vesivehmaa (ICAO-Code EFLA) mit einem angeschlossenen Luftfahrtmuseum, das einige historische Militärflugzeuge nicht nur der finnischen Luftstreitkräfte ausstellt.
Ein Teil des Gemeindegebiets ist Teil des Päijänne-Nationalparks, darunter der Pulkkilanharju, eine acht Kilometer lange, doch teils nur wenige Meter breite Landzunge im Päijänne-See.

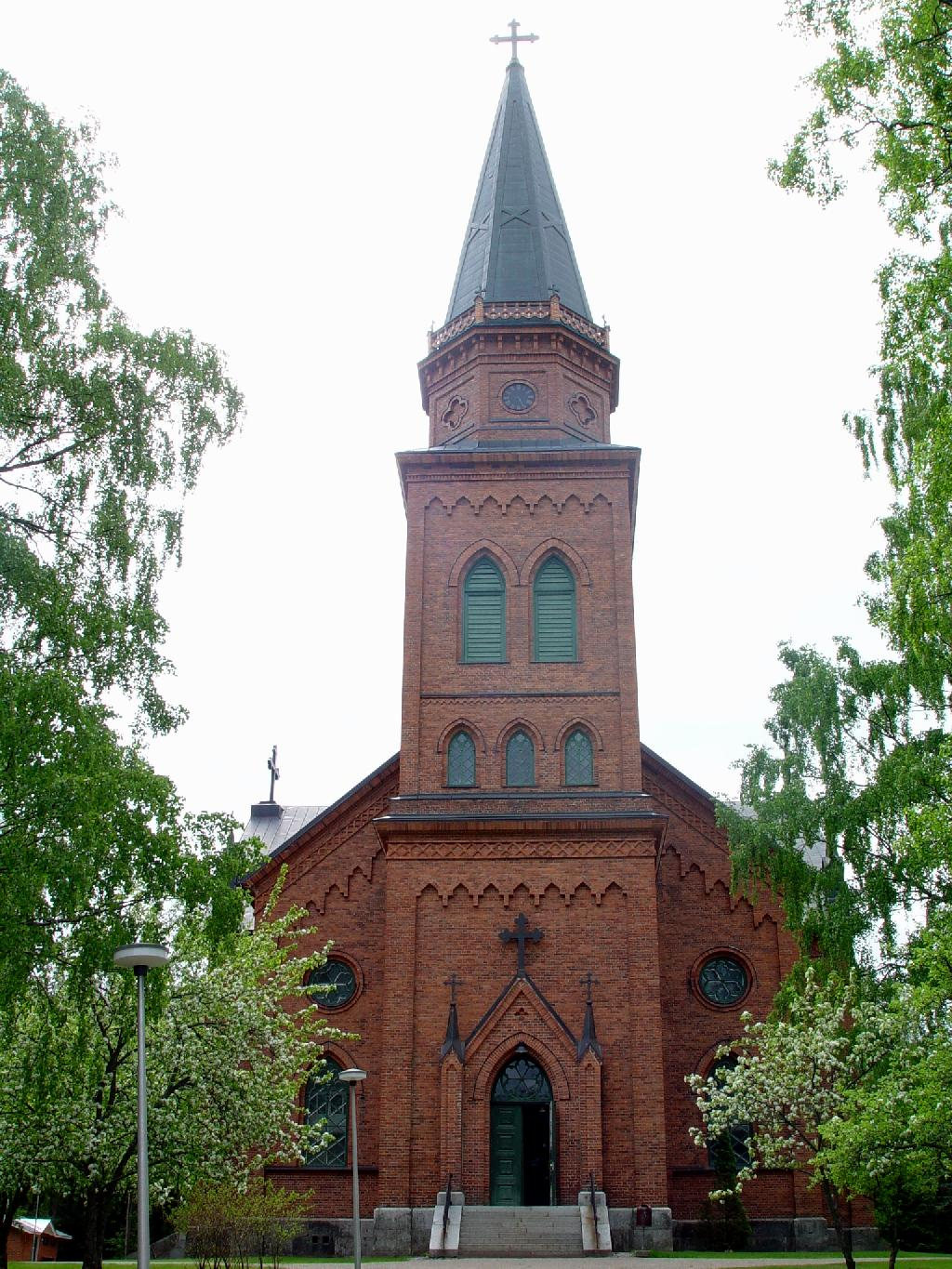
Die Pfarrkirche von Asikkala
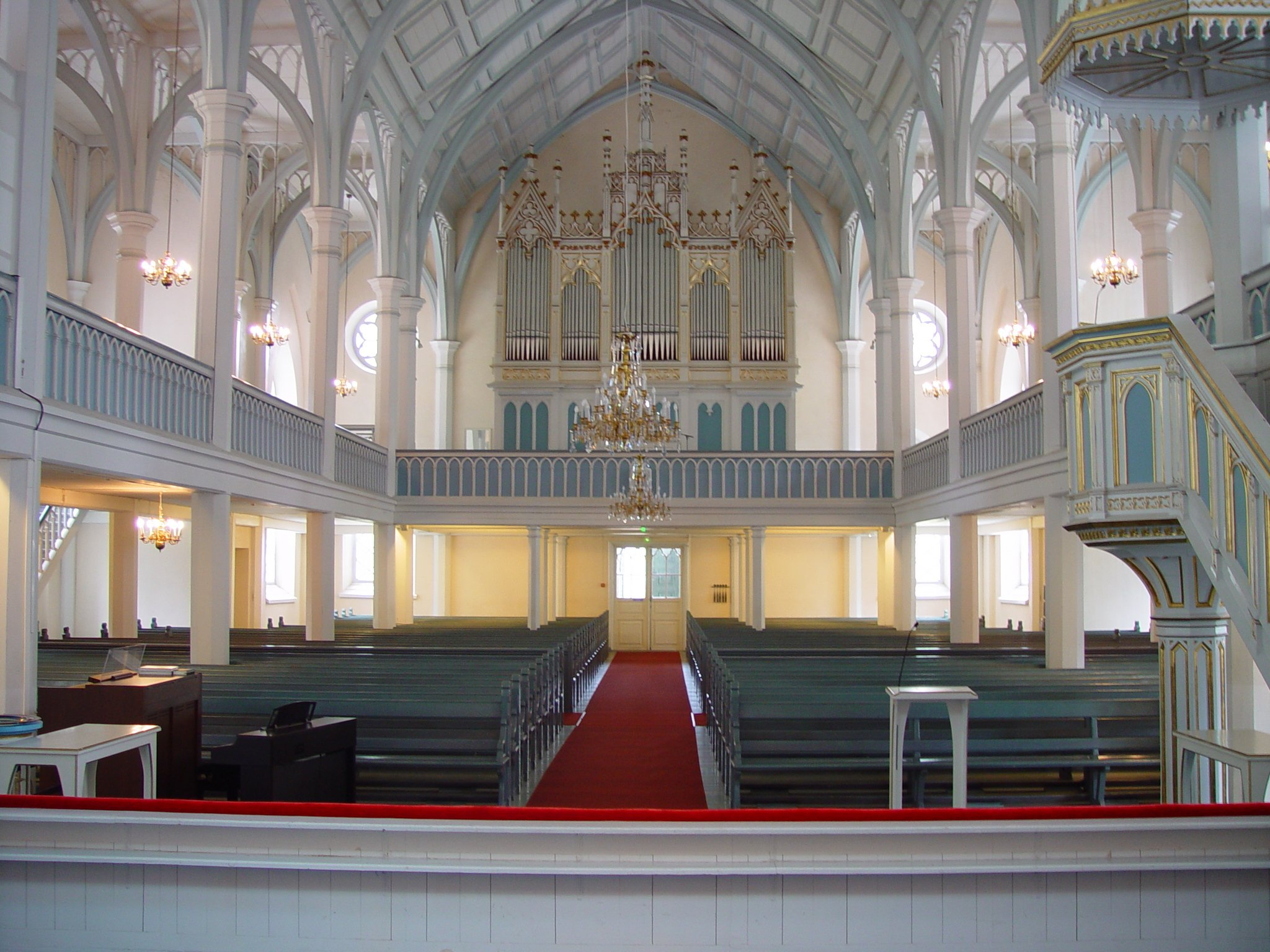
Innenraum der Pfarrkirche
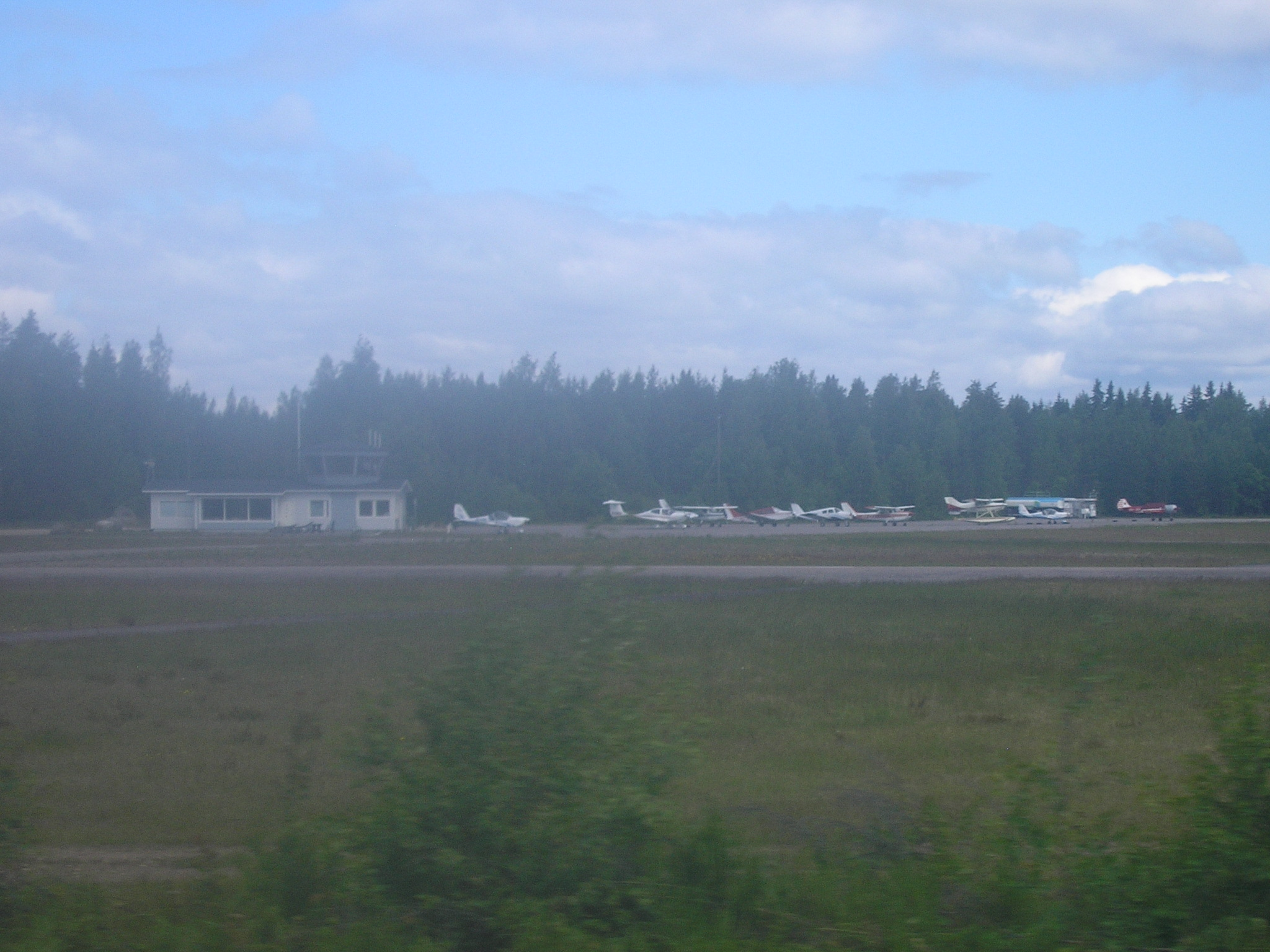
Flugplatz Lahti-Vesivehmaa

## Wappen
Beschreibung des Wappens:  Das silber-rote schräg gevierte Wappen zeigt in verwechselten Farben in jedem Feld ein Fünfblatt mit goldenem Butzen.

## Gemeindepartnerschaften
Asikkala unterhält Partnerschaften zu folgenden Gemeinden im Ausland:
- Köping, Schweden, seit 1973
- Grindsted, Dänemark, seit 1973
- Grimstad, Norwegen, seit 1973
- Prienai, Litauen, seit 1995
- Yogo, Japan, seit 1997

Seit 2016 ist Asikkala finnisches Mitglied der Städtevereinigung Douzelage, der aus jedem Mitgliedsstaat der EU jeweils eine Stadt angehört.

## Söhne und Töchter der Gemeinde
- Sigurd Frosterus (1876–1956), Architekt, Kunstkritiker und Kunstsammler
- Pekka Ala-Pietilä (* 1957), Manager und Unternehmer
- Minna Kauppi (* 1982), Orientierungsläuferin
- Karri Rämö (* 1986), Eishockeytorwart
- Leevi Mutru (* 1995), Nordischer Kombinierer